# Psilogramma
Psilogramma é um gênero de mariposa pertencente à família Bombycidae.